# Сантиссимо-Сакраменто-а-Тор-де-Скьяви (титулярная церковь)
Титулярная церковь Сантиссимо-Сакраменто-а-Тор-де-Скьяви (лат. Titulus Sanctissimi Sacramenti ad Turrim Sclavorum) — титулярная церковь, была создана Папой Франциском 28 июня 2017 года. Титул принадлежит церкви Сантиссимо-Сакраменто-а-Тор-де-Скьяви, расположенной в квартале Рима Пренестино-Лабикано, на ларго Агоста. Церковный приход образован 28 марта 1963 года.

## Список кардиналов-священников титулярной церкви Сантиссимо-Сакраменто-а-Тор-де-Скьяви
- Хосе Грегорио Роса Чавес (28 июня 2017 — по настоящее время).